# Makalata
Makalata (Makalata) – rodzaj ssaków z podrodziny kolczaków (Echimyinae) w obrębie rodziny kolczakowatych (Echimyidae).

## Rozmieszcenie geograficzne
Rodzaj obejmuje gatunki występujące w Kolumbii, Wenezueli, na Trynidadzie i Tobago, w Gujanie, Surinamie, Gujanie Francuskiej, Brazylii, Boliwii, Peru i Ekwadorze.

## Morfologia
Długość ciała (bez ogona) 150–280 mm, długość ogona 158–242 mm; masa ciała 340–405 g.

## Systematyka
Rodzaj zdefiniował w 1978 roku holenderski teriolog Antonius Marie Husson w książce swojego autorstwa o tytule Ssaki Surinamu. Gatunkiem typowym jest (oryginalne oznaczenie) makalata czerwononosa (M. didelphoides).

### Etymologia
Makalata: lokalna, surinamska nazwa Maka-alata dla kolczaków.

### Podział systematyczny
Wyróżniany przez niektóre ujęcia systematyczne Makalata obsura w świetle ostatnich badań stanowi nomen dubium ponieważ okaz typowy zaginął a oryginalny opis jest zbyt niejasny, aby ustalić, do jakiego gatunku należy; w takim ujęciu do rodzaju należą następujące gatunki:
| Grafika | Gatunek               | Autor i rok opisu      | Nazwa zwyczajowa      | Podgatunki         | Rozmieszczenie geograficzne | Podstawowe wymiary                       | Status IUCN |
| ------- | --------------------- | ---------------------- | --------------------- | ------------------ | --- | ---------------------------------------- | ----------- |
|         | Makalata macrura      | (J.A. Wagner, 1842)    | makalata długoogonowa | gatunek monotypowy | południowo-wschodnia Kolumbia, wschodni Ekwador, północno-środkowe i wschodnio-środkowe Peru, południowa Wenezuela i Brazylia (do lewego brzegu dolnego biegu rzeki Rio Negro i dolnego biegu rzeki Madeira | DC: 12–28 cm DO: 17–24 cm MC: 340–400 g  | LC          |
|         | Makalata didelphoides | (A.G. Desmarest, 1817) | makalata czerwononosa | gatunek monotypowy | północna Wenezuela, Trynidad i Tobago, region Gujana oraz Brazylia (na wschód od rzeki Rio Negro i rzeki Madeira, na wschód do Ceará), na południowy zachód do północno-wschodniej Boliwii                  | DC: 15–25 cm DO: 15,8–23 cm MC: do 405 g | LC          |

Kategorie IUCN:  LC  – gatunek najmniejszej troski.